# تشارلز سميث (لاعب كريكت أسترالي)
تشارلز سميث (18 أبريل 1864 بسيدني في أستراليا - 25 مايو 1920) (بالإنجليزية: Charles Smith)‏ هو لاعب كريكت أسترالي ونيوزلندي.

## وصلات خارجية
- تشارلز سميث (لاعب كريكت أسترالي) على موقع إي آس بي آن كريك إنفو (الإنجليزية)